# Constantine S. Rafinesque-Schmaltz
Constantine Samuel Rafinesque-Schmaltz, auch Rafinesque, (* 22. Oktober 1783 in Galata, Osmanisches Reich; † 18. September 1840 in Philadelphia) war ein deutsch-französischer, US-amerikanischer Polyhistor. Sein offizielles botanisches Autorenkürzel lautet „Raf.“

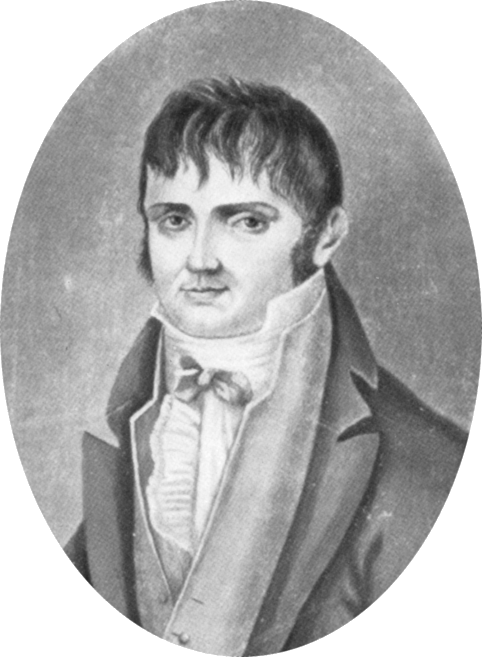
C. S. Rafinesque

## Leben
Rafinesque-Schmaltz wurde als Sohn einer sächsisch-deutschstämmigen Mutter, Magdeleine Schmaltz (1767–1831) aus Griechenland, und eines französischen Vaters, François George Anne Rafinesque (1750–1793), geboren und pflegte den Ruf eines exzentrischen Genies. Er wuchs in Marseille auf und war überwiegend Autodidakt, der sich selbst Latein und Griechisch beibrachte und sich schon als Jugendlicher mit dem Sammeln von Pflanzen befasste. 1802 bis 1805 reiste er in die USA, wo er in Philadelphia in die Kaufmannslehre ging und Kontakte mit Naturforschern pflegte. Danach ließ er sich in Palermo nieder, wo er als Kaufmann so erfolgreich war, dass er sich 1809 zur Ruhe setzen konnte und sich ganz der Naturforschung widmen konnte. In Sizilien änderte er seinen Namen in Rafinesque-Schmaltz, indem er den Mädchennamen seiner Mutter anhängte. Er wollte so vermeiden, in der Zeit Napoleonischer Kriege als Franzose zu gelten, da er gute Kontakte mit den Engländern pflegte. Zeitweise war er in Sizilien Sekretär des amerikanischen Konsuls. 1815 ging er nach dem Tod seines Sohnes wieder in die USA, verlor aber auf der Hinfahrt durch einen Schiffbruch einen Großteil seiner umfangreichen Bücherei und seine malakologische Sammlung. Er ließ sich in New York nieder und baute seine Naturaliensammlung  neu auf. Sein Ruf als Botaniker litt durch heftige Kritik an seiner 1817 veröffentlichten Florula Ludoviciana. 1819 wurde er Professor für Botanik an der Transylvania University in Lexington (Kentucky), verließ die Universität aber 1826 im Streit mit dem Rektor. Er zog nach Philadelphia und versuchte sich wenig erfolgreich in der Gründung wissenschaftlicher Zeitschriften, publizierte zahlreiche Bücher und Aufsätze, handelte mit gesammelten Naturalien und hielt öffentliche Vorträge.
1808 wurde er in die American Academy of Arts and Sciences gewählt, im Jahr 1820 zum Mitglied der Leopoldina.
Rafinesque-Schmaltz versuchte sich auch als Anthropologe. Er entdeckte in den 1830er Jahren, dass das Zahlensystem der Maya auf einer Punkt-Strich-Schreibweise basierte, und vermutete, dass die Maya-Schrift eine Sprache wiedergibt, die noch von den Maya gesprochen wird und somit zu entziffern sei. Ebenso stellte er fest, dass die Schrift in den Codices und den Inschriften dieselbe ist. 1836 veröffentlichte er angebliche Stammesmythen der in Delaware ansässigen Lenape-Indianer (Walam Olum), die er angeblich aus von ihm entzifferten Piktogrammen auf Holztafeln hatte. Später kamen an dieser Darstellung Zweifel auf und es wurde sogar angenommen, dass es sich dabei um einen Hoax handelte, der entweder von ihm selbst stammt oder auf den er hereingefallen war.
Als Botaniker und Zoologe, besonders als Ichthyologe, war er Erstbeschreiber vieler Pflanzen- und Tierarten, darunter der Stachelrochen (Dasyatis) und des Maultierhirsches. Er benannte allein 6700 Taxa von Pflanzen, von denen aber die meisten keinen Bestand hatten. Nach Rafinesque-Schmaltz ist die Pflanzengattung Rafinesquia Raf. aus der Familie der Hülsenfrüchtler (Fabaceae) sowie das Rafinesque-Langohr benannt. 1815 benannte er Triturus um. Auch die Pflanzengattung Schmalzia Desv. ex DC. wurde ihm zu Ehren so benannt.

## Schriften
- Specchio delle scienze, Palermo 1814 Volume 1 online bei archive.org
- Analyse de la nature, Palermo 1815 (outlining a new system of classification)
- Ichthyologia Ohiensis, 1820 (Beschreibung der Fische des Ohio River)
- Florula ludoviciana, 1817 online bei gallica.fr
- Neogenyton, 1825
- Medical Flora, a manual of the Medical Botany of the United States of North America (1828–1830)
- Atlantic Journal and Friend of Knowledge (eight parts) (1832–1833)
- A Life of Travels and Researches in North America and the South of Europe, From 1802 till 1835, Philadelphia, 1836.
- New flora and botany of North America, (four parts) (1836–1838)
- Alsographia americana, 1838 online bei archive.org
- Sylva telluriana, 1838 online bei archive.org